# Tapia de Casariego
Tapia de Casariego è un comune spagnolo di 4 315 abitanti situato nella comunità autonoma delle Asturie. Nel comune si parla l'eonaviego, variante galiziana con tratti asturiani.